# Lobby (canção)
"Lobby" é uma canção da cantora e compositora brasileira Anitta e da rapper estadunidense Missy Eliott, gravada para a edição deluxe do quinto álbum de estúdio de Anitta, Versions of Me (2022). A canção foi lançada para download digital e streaming como oitavo e último single do álbum em 18 de agosto de 2022, através do selo Warner Records.

## Antecedentes e lançamento
Em maio de 2022, um mês após o lançamento do álbum, Anitta anunciou que o mesmo ganharia uma versão deluxe e que seria lançada no final do mês de junho. No dia 31 de julho, ela lançou uma votação em suas redes sociais para escolher o primeiro single da versão deluxe, nas quais "Lobby", "Gata" (lançada na versão padrão) e "El Que Espera" com a participação de Maluma foram as selecionadas. A música foi a terceira votada e no dia 16 de agosto, foi anunciada oficialmente tendo no dia seguinte ao anúncio, um teaser de 14 segundos do videoclipe oficial com um trecho da canção disponibilizado nas redes digitais. A canção foi lançada oficialmente em 18 de agosto de 2022, uma semana após a parceria anterior.

## Vídeo musical
Dirigido pela própria Anitta e Arrad, o videoclipe mostra as cantoras se hospedando em uma espécie de hotel, com imagens das mesmas em um fundo colorido.

## Apresentações ao vivo
Anitta apresentou "Lobby" pela primeira vez no MTV Video Music Awards de 2022 em 28 de agosto em um medley das canções "Envovler", "Movimento da Sanfoninha", "Vai Malandra" e "Bola Rebola". No dia 20 de novembro, a cantora performou a música no American Music Awards 2022, com participação de Missy, além de performar Envolver.

## Faixas e formatos
| Download digital / streaming |         |         |  |
| N.º                          | Título  | Duração |  |
| 1.                           | "Lobby" | 2:38    |  |